# Lago di Resia
Il lago di Rèsia (in tedesco Reschensee) è un lago alpino artificiale situato a 1 498 m s.l.m. nel comune di Curon Venosta in Alto Adige, a nord del vicino lago di San Valentino alla Muta. Con la sua capacità di 120 milioni di metri cubi è il lago più grande della provincia di Bolzano.

## Toponimo
I tre laghi naturali originari sono attestati nel 1373 come drei Seen auf der Malserhaide e nel 1770 come Rescher See.

## Storia

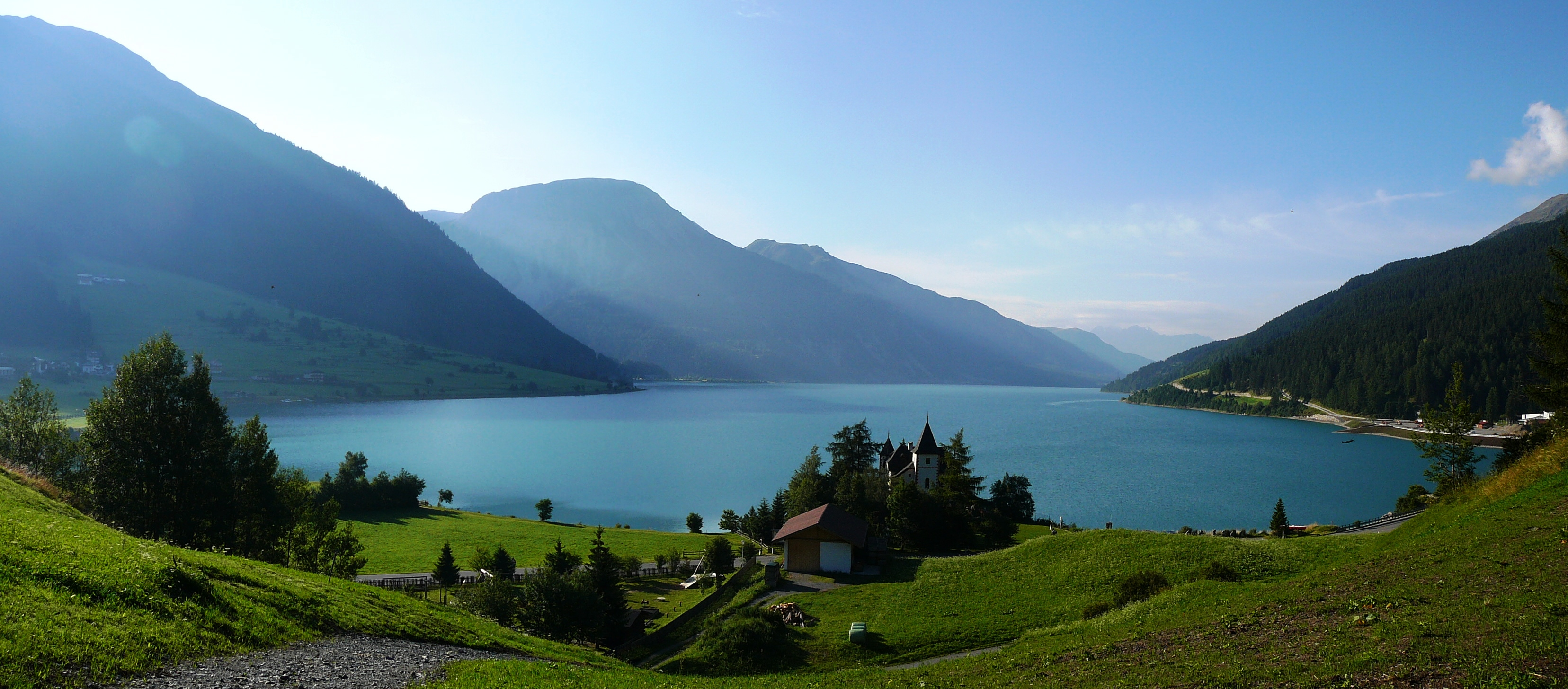
Il lago visto da nord.

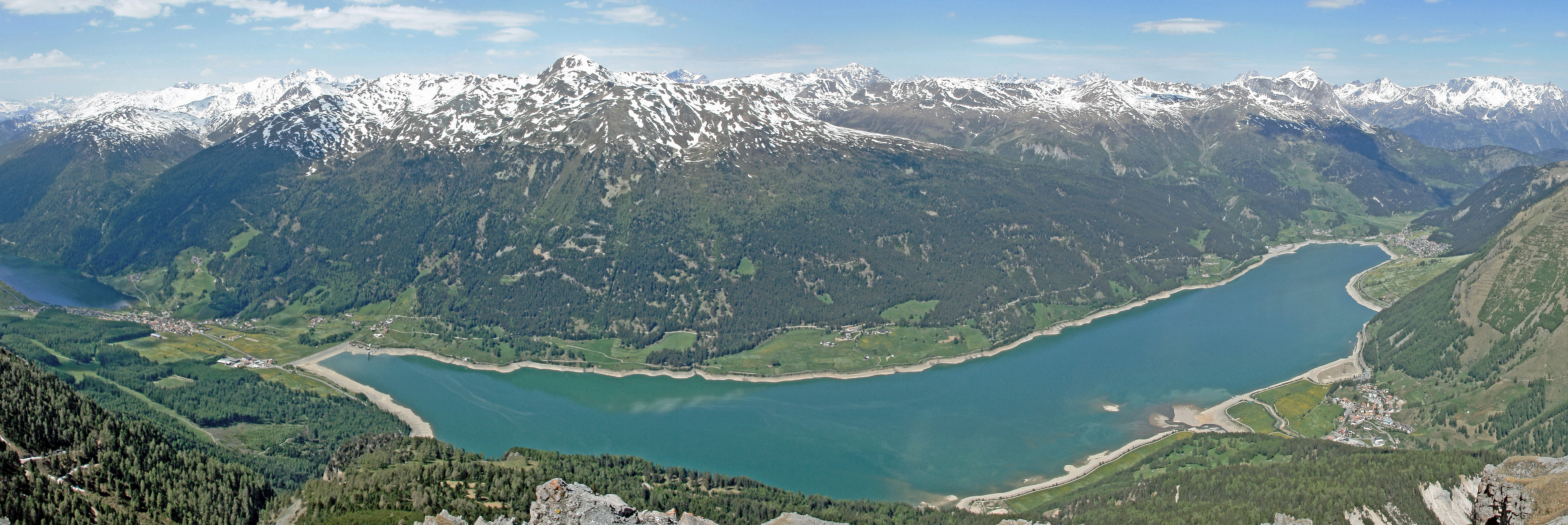
Panorama del lago di Resia.

Presso il passo di Resia si trovavano tre laghi naturali: il lago di Resia, il lago di Curon detto anche lago di Mezzo (ted. Grauner See o Mittersee) e il lago di San Valentino alla Muta. La costruzione di una grande diga nel 1950 unificò i primi due precedenti laghi e sommerse l'antico abitato di Curon Venosta, che venne ricostruito più a monte. 163 case e 523 ettari di terreno coltivato a frutta furono sommersi. Se ne ricavò il bacino dell'attuale lago, lungo 6 km e largo 1 km nel punto di massima larghezza.
L'idea di sfruttare questi tre laghi per la produzione di energia idroelettrica risaliva all'anno 1910, ma solo nel 1920 furono presentate le relative domande per la concessione. Nel 1923 la stessa società che richiese la concessione (Comitato Promotore della Società Elettrica Alto Adige) entrò a far parte del gruppo Montecatini.
Nel 1939, le prime espropriazioni avvennero nell'"interesse nazionale per rafforzare l'industria nazionale", che iniziò i lavori di costruzione di gallerie / condotte e centrali elettriche. Rispetto alla progettazione originaria del SEAA, che prevedeva di arginare i laghi a 1485 metri, le modifiche rimasero inizialmente sconosciute al pubblico, nonostante un avviso in italiano posto presso l'edificio comunale: con una grande diga entrambi i laghi dovevano essere arginati a 1497 metri, con un aumento del livello dell'acqua rispetto al lago di Rèsia di 22 metri e rispetto al lago di Curon di 27 metri.
I lavori iniziarono nel 1939, ma per l'inizio della guerra furono prima rallentati e poi sospesi nel 1943. Nel 1946, nonostante le difficoltà economiche del dopoguerra e la mancanza di tutte le materie prime necessarie alla continuazione dell'opera, i lavori furono ripresi anche grazie a investimenti svizzeri ed ultimati con l'inaugurazione il 28 agosto 1949.
La costruzione della diga accese vive proteste tra gli abitanti del luogo, i quali la interpretarono come un affronto del governo di Roma nei confronti dei sudtirolesi. Questi si recarono dal Papa per scongiurare la realizzazione dell'opera, ma ciò non servì.
Le difficoltà più grandi si ebbero per la mancanza delle indispensabili materie prime. Fu infatti importata per la prima volta della glicerina dall'Argentina per poterla usare come esplosivo. Furono inoltre portati il legname dalla Sila ed il cemento dal nord Italia con camion e convogli ferroviari.
Ai lavori parteciparono 7000 operai, per mille giornate lavorative, con un costo di 25 miliardi di lire. In totale furono scavati 35 chilometri di tunnel sotterranei, ed utilizzati 1,5 milioni di quintali di cemento, 10 000 t di ferro e 800 t d'esplosivo. Ma il costo più elevato fu quello di dover radere al suolo completamente il centro abitato di Curon Venosta, e parzialmente quello di Resia, che vennero ricostruiti in posizioni più elevate.
A inizio 2014 i ricercatori dell'Eurac Research di Bolzano condussero uno studio per valutare l'impiego di isole galleggianti sul lago per la produzione di energia fotovoltaica. La superficie di un lago in alta montagna potrebbe essere sfruttata anche in tale modo.

## Il campanile sommerso

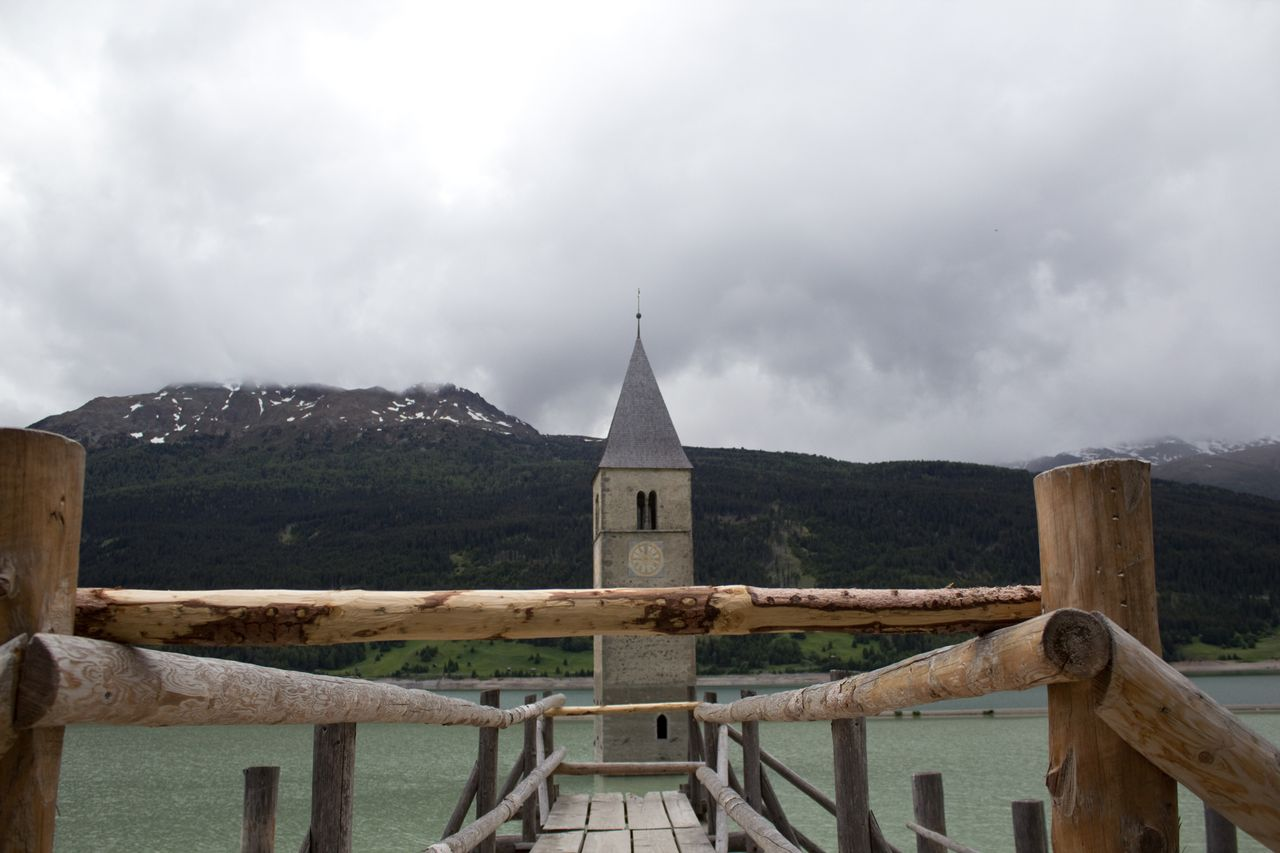
Il campanile visto dal pontile.

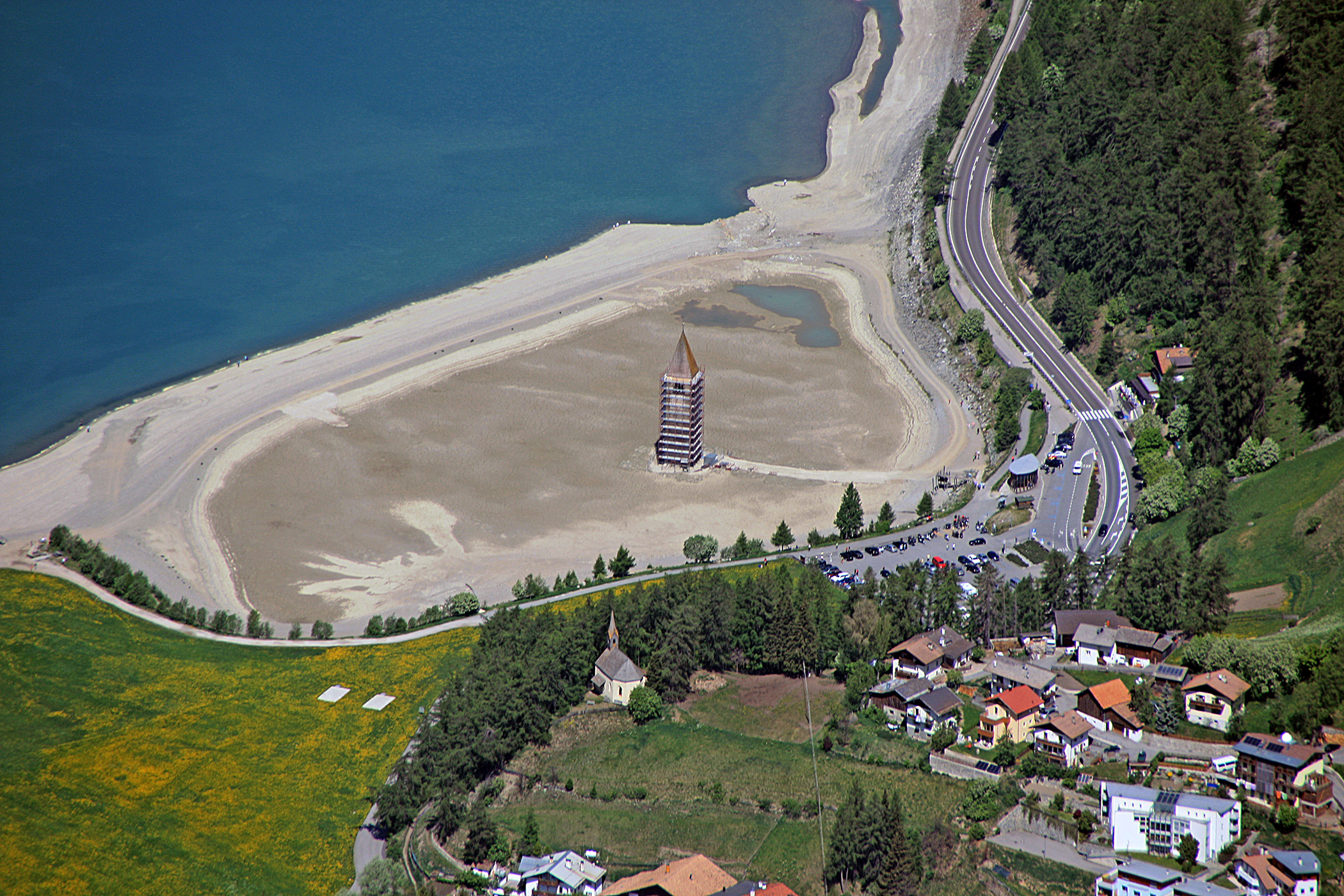
Il campanile durante i lavori di restauro del 2009.

La parte superiore del vecchio campanile di Curon (Graun) emerge dalle acque ed è l'unica parte rimasta ed ancora visibile della primitiva struttura romanica risalente al 1357 che comprendeva la chiesa di Santa Caterina d'Alessandria e la sua torre campanaria. La chiesa originale fu oggetto di una ricostruzione tra il 1832 e il 1938, mentre il campanile in tale occasione non venne coinvolto. Durante la stagione fredda, quando il lago gela, il campanile è raggiungibile a piedi. Una leggenda racconta che in alcune giornate d'inverno si sentirebbero ancora suonare le campane, rimosse invece dal campanile il 18 luglio 1950 (prima della formazione del lago).
Il 9 luglio 2009 vennero conclusi dei lavori di restauro dell'antica torre campanaria romanica grazie ad un abbassamento del livello dell'acqua del lago, per permettere i lavori di risanamento necessari sia per la statica della struttura sia per il restauro sulle crepe presenti negli angoli delle facciate nord e nord-est, causate con tutta probabilità dalle infiltrazioni dell'acqua nelle piccole fessure e dalle successive gelate invernali.
Anche il tetto è stato restaurato, dopo che l'ultimo intervento, come risulta dalla data impressa sulle tegole, risaliva al 1899. La spesa complessiva del restauro del 2009 fu di circa 130 000 €.

## Sport
Da dicembre a marzo sul lago ghiacciato si pratica lo sci di fondo, il pattinaggio e, grazie a venti forti e frequenti, lo snowkiting e la slitta a vela. Nel mese di luglio si tiene tradizionalmente il Giro del Lago di Resia (Reschenseelauf in tedesco).